# Winterstein (Hainich)
Der Winterstein ist ein bewaldeter Berg im Gebiet der Gemeinde Vogtei (Ortsteil Langula), im südwestlichen Teil des Unstrut-Hainich-Kreises.
Der Winterstein besteht aus Muschelkalk, er hat eine Gipfelhöhe von 468,3 m ü. HN und zählt zum nördlichen Teil des Hainich. Im Westen grenzt der Berg an das Lempertsbachtal bei Hallungen, im Osten befindet sich das Langulaer Tal mit Resten der ehemaligen Bahnstrecke Mühlhausen–Treffurt auch bekannt als die Vogteier Bimmel.
Über den Berg verläuft der Rennstieg, ein alter Kammweg und heute Wanderweg des Hainichs. Am Westhang ist ein mittelalterlicher Grenzverlauf bis in heutige Zeit erhalten geblieben, er gehört zur einstigen Vogtei Dorla, das Hallunger Gebiet war eine Exklave der Grafschaft Tonna. Heute bilden die Grenzsteine einen Abschnitt der Kreisgrenze zum Wartburgkreis.
Der Winterstein markiert auch topographisch die Südgrenze des Eichsfeldes.  Von Langula kommt der Marliesenweg heran und verläuft in Richtung Hallungen durch das Wolfental.
Etwa 400 m nördlich markiert der Forstort Ritzenhäuser Ladestelle einen wichtigen Umschlagsplatz für den Handelsverkehr zwischen dem Werratal (Wanfrieder Schlagdt) und dem Waid- und Getreideanbaugebieten im Thüringer Becken. Das zugehörige Dorf Ritzenhausen lag etwa 200 m östlich des Hallunger Waldbades an einer Quelle. Südlich des Wintersteins befindet sich der Forstort Langulaer Schildchen, wiederum ein Kreuzungspunkt von Wanderwegen und Forstwegen (hier: Neuer Weg).
Der Name Winterstein nimmt Bezug zu der 1400 Meter (Luftlinie) entfernten Fluchtburg Sommerstein, die sich auf dem gleichnamigen Bergsporn nördlich des Hallunger Waldbades in einem entlegenen Teil der Flur Niederdorla befindet.